# Rain (Gemeinde Glödnitz)
Rain ist eine Ortschaft in der Gemeinde Glödnitz im Bezirk St. Veit an der Glan in Kärnten. Die Ortschaft hat 5 Einwohner (Stand 1. Jänner 2024). 

## Lage
Rain liegt in der Katastralgemeinde Glödnitz, sonnseitig in Hanglage, etwa 6 km nordnordwestlich des Gemeindehauptorts Glödnitz.
Zur Ortschaft gehören die Poliniggerhube (Nr. 1), Linderhube (Nr. 5), Sumper (Nr. 7), Rainbachhütte (Nr. 9) und einige Häuser ohne Vulgonamen (Nr. 6, Nr. 8). Die im Franziszeischen Kataster verzeichneten Häuser Obere Doblerkeusche, Untere Doblerkeusche, Scharn und Poliniggerkeusche existieren nicht mehr.

## Geschichte
Bei Gründung der Ortsgemeinden Mitte des 19. Jahrhunderts kam Moos an die Gemeinde Glödnitz. Bei der Kärntner Gemeindestrukturreform von 1973 kam der der Ort an die damals neu errichtete Gemeinde Weitensfeld-Flattnitz, seit deren Auflösung 1991 gehört die Ortschaft wieder zur Gemeinde Glödnitz.

## Bevölkerungsentwicklung
Für die Ortschaft ermittelte man folgende Einwohnerzahlen:
- 1869: 7 Häuser, 58 Einwohner[2]
- 1880: 7 Häuser, 60 Einwohner[3]
- 1890: 8 Häuser, 51 Einwohner[4]
- 1900: 8 Häuser, 47 Einwohner[5]
- 1910: 8 Häuser, 44 Einwohner[6]
- 1923: 8 Häuser, 38 Einwohner[7]
- 1934: 31 Einwohner[8]
- 1961: 4 Häuser, 22 Einwohner[9]
- 2001: 5 Gebäude (davon 3 mit Hauptwohnsitz) mit 5 Wohnungen; 10 Einwohner und 1 Nebenwohnsitzfall; 3 Haushalte; 1 Arbeitsstätte, 4 land- und forstwirtschaftliche Betriebe[10]
- 2011: 6 Gebäude, 8 Einwohner, 3 Haushalte, 0 Arbeitsstätten[11]
- 2021: 5 Gebäude, 4 Einwohner, 2 Haushalte, 2 Arbeitsstätten[12]